# Insulated concrete form
Insulated concrete form è un sistema costruttivo per realizzare pareti in cemento armato mediante casseri isolanti (anche denominati “pannelli ICF” o "climablock"), solitamente in polistirolo (EPS), che inglobano il getto di calcestruzzo con funzione di isolamento termico permanente.
I casseri ICF sono modulari e vengono agganciati l’uno all'altro mediante opportuni sistemi di incastro stampati nel polistirene, che li allineano e li trattengono autonomamente, senza necessità di rinforzi ulteriori. Man mano che vengono montati uno sopra l’altro, avendo cura di sfalsare i giunti fila dopo fila, si può procedere all'inserimento delle armature d’acciaio orizzontali inserendole negli appositi elementi distanziali (anche detti “connettori” o "web", a distanza variabile da un minimo di 15cm a un massimo di 30cm) che ne definiscono l’esatta posizione nel rispetto dei progetti. Una volta realizzata l’intera elevazione della parete mediante i pannelli ICF (fino alla quota del solaio o della copertura) si inseriscono le armature verticali dall'alto e si procede con il getto di calcestruzzo all'interno della cassaforma così realizzata, fino al completo riempimento della parete.
Terminato il processo di indurimento del calcestruzzo i pannelli restano inglobati alla parete in cemento armato così realizzata fungendo da isolamento termico. Se gli stessi sono in polistirolo o comunque in materiale espanso, è possibile realizzare le tracce impiantistiche al loro interno, al fine di alloggiare l’impianto idraulico o elettrico.
A seguito dell'entrata in vigore delle nuove normative relative al risparmio energetico e alla sicurezza sismica delle costruzioni (DM17/01/2018) il sistema costruttivo ICF ha iniziato a diffondersi, guadagnando una importante fetta di mercato sia per edifici residenziali ad alta efficienza energetica sia commerciali o pubblici, anche a elevato numero di piani. 

## Storia
La tecnica di costruzione ICF è stata sviluppata in Europa dopo la seconda guerra mondiale, trattandosi di un sistema economico e veloce per ricostruire le strutture danneggiate. I primi brevetti di sistemi a casseri realizzati con materiali isolanti risalgono agli anni 40, anche se il primo brevetto relativo a “veri” sistemi ICF per casseri a perdere in EPS può essere attribuito esclusivamente all'imprenditore canadese Werner Gregori, che lo ha depositato per la prima volta nel 1966. Il brevetto era riferito ad un “blocco” di dimensioni 48 pollici in lunghezza e 16 pollici in altezza con un interblocco maschio-femmina, tiranti in metallo e un nucleo da riempire in calcestruzzo in cui poteva essere inserita armatura metallica.
L'utilizzo di costruzioni in ICF, fin da allora, è stato in costante aumento, anche se ostacolato dalla mancanza di consapevolezza, dalla scarsa chiarezza dei codici di costruzione e dalla confusione causata dalle molte versioni commercialmente proposte, in assenza di una logica di standardizzazione del settore. Attualmente le costruzioni a pareti portanti realizzate mediante casseri ICF sono regolamentate dalla maggior parte dei codici di costruzione e sono accettate in tutti gli Stati.

## Costruzione
I casseri isolanti ICF si caratterizzano per essere realizzati con materiali isolanti leggeri, stabili, con elevate prestazioni isolanti, facile reperibilità e costi contenuti. Per questo motivo, nel corso degli anni, il polistirene espanso è divenuto il materiale comunemente usato per questo tipo di applicazioni. Mediante processi industriali di stampaggio il polistirene espanso viene quindi prodotto in forma di pannelli di altezza pari a circa 40-50 cm e lunghezza standard pari a 120 cm. Lo spessore degli strati isolanti e lo spessore dell'intercapedine per il calcestruzzo sono variabili a seconda delle esigenze di progetto e comunque ogni produttore ha delle misure definite. I pannelli si possono presentare in un blocco unico già assemblato o in elementi separati da assemblare in cantiere dove gli elementi distanziali servono a  contenere le spinte idrostatiche del calcestruzzo e a consentire il collocamento dei ferri di armatura.
Come per le strutture in cemento armato tradizionale le armature in acciaio vengono posizionate durante la fase di assemblaggio dei pannelli ICF e prima del getto di calcestruzzo, con il fine di conferire la necessaria resistenza alle sollecitazioni meccaniche, l'esatto copriferro e interferro in conformità alle norme vigenti. Dal 2018, inoltre, l'entrata in vigore dell'NTC 2018 permette di progettare e costruire strutture in calcestruzzo armato di questo tipo con un distanziamento dei ferri di armatura di 40cm e non più di 20cm, andando a diminuire nettamente la spesa relativa al ferro e alla posa dello stesso
Il calcestruzzo viene gettato all'interno della cavità dei casseri circa ogni 3-4 metri di altezza per evitare che la pressione esercitata sui casseri stessi, provochi rigonfiamenti o porti a rottura.  I blocchi vengono poi lasciati in posizione in modo permanente per fornire una varietà di vantaggi:
- Isolamento termico
- Isolamento acustico
- Resistenza al fuoco
- Facilità di alloggio di impianti elettrici e idraulici
- Supporto per il cartongesso o altre finiture per l'interno e per l'esterno
- Miglioramento della qualità dell'aria interna
- Eliminazione dei ponti termici
- Eliminazione di condense e di muffe

## Caratteristiche

### Efficienza energetica
- Elevata resistenza termica (valore R) generalmente al di sotto di 0.3 W/mq*K. Questo si traduce in risparmio energetico rispetto alle murature non isolate o realizzate con tecnologie tradizionali
- Isolamento continuo senza ponti termici o "vuoti isolanti", come è comune nelle costruzioni intelaiate
- Elevata inerzia termica dell’involucro edilizio (pareti e copertura). L'inerzia termica determina sia, un effetto di smorzamento dell’ampiezza dell’onda termica esterna; che lo sfasamento della stessa. In questo modo, la massima temperatura esterna che si raggiunge durante le giornate estive si percepirà all'interno del fabbricato, quando l’ambiente sarà più fresco e quindi le condizioni di comfort saranno migliori.
- Le perdite d'aria vengono eliminate o comunque ridotte al minimo, il che migliora il comfort e riduce la perdita di calore rispetto alle pareti senza una barriera d'aria efficace.

### Sicurezza strutturale
Il sistema crea una struttura scatolare a pareti portanti in cemento armato, che risulta enormemente più resistente di una tradizionale.
La continuità strutturale del calcestruzzo armato determina una rigidezza notevole, che rende le strutture indeformabili anche sotto l’effetto di sismi violenti.
I componenti dei sistemi ICF, ovvero il getto di cls e il polistirene risultano stabili nel tempo e pertanto aumenta la durabilità delle costruzioni.

### Isolamento acustico
Le pareti ICF hanno tassi molto elevati di isolamento acustico. Le pareti di spessore standard ICF hanno dimostrato coefficienti di isolamento dell’ordine dei 50dB, ovvero superiore a quelli ottenibili con sistemi in laterizio o in legno di pari spessore. Il livello di attenuazione del suono ottenuto è funzione dello spessore della parete, della massa totale, delle caratteristiche dei materiali che compongono le finiture e della tenuta all'aria.

### Qualità dell'aria interna
Poiché solitamente presentano una permeabilità sufficiente, le pareti ICF possono regolare i livelli di umidità, rilasciare eventuali condense interstiziali e quindi ridurre il rischio di formazione di muffa, mantenendo un alto livello di comfort abitativo.

### Risparmio energetico
I sistemi ICF permettono di realizzare edifici ad alta efficienza energetica o passivi, grazie al doppio strato isolante che, essendo parte costitutiva degli elementi strutturali, non comporta extracosti, a differenza di quanto avviene nell'edilizia tradizionale.  I bassi valori di trasmittanza delle pareti e dei solai, nonché la continuità degli strati isolanti nei principali nodi costruttivi, permette inoltre di annullare i ponti termici.
Gli edifici che si realizzano con i sistemi ICF minimizzano pertanto il rapporto tra i “costi di costruzione” dell’isolamento e il risparmio energetico che se ne ricava, sfruttando al massimo il materiale isolante. Anche in termini di comfort ambientale vengono a determinarsi condizioni ottimali, grazie all'omogenea diffusione delle coibentazioni e quindi all’ assenza di asimmetrie termiche negli ambienti.

### Contenimento dei costi di esecuzione
I sistemi ICF, consentendo di realizzare contemporaneamente più fasi costruttive (strutturale, chiusura perimetrale e coibentazione), permettono di risparmiare sui costi di costruzione che vengono pertanto abbattuti sia in termini diretti (materiali, tempi, manodopera, mezzi), sia in termini indiretti (gestione, organizzazione, interessi, ammortamenti, costi fissi di cantiere). Ciò si traduce nella possibilità di aumentare l’utile del costruttore e/o di ridurre il prezzo di vendita dell’immobile.